# Розріз цвиклівської свити малиновецької серії
 Розріз цвиклівської свити малиновецької серії — геологічна пам'ятка природи місцевого значення, створена 04.09.1982 р. рішенням ОВК № 278 для збереження унікальних стратиграфічних профілів осадових порід. Повна назва пам'ятки  — розріз цвиклівської свити малиновецької серії (сокільська і бершанівська підсвита).
Пам'ятка знаходиться на північно-східній околиці с. Слобідка-Малиновецька. Охороняється розріз кремнієвих відкладів сеноманського ярусу крейдової системи. Наверху спостерігається переслоювання товщі неогенового вапняку з кремнієм. Цінність представляє неостратотип канилівської свити силуру. Загальна площа пам'ятки становить 2.1 га.